# Breitbrunn am Chiemsee
Breitbrunn am Chiemsee é um município da Alemanha, situado no distrito de Rosenheim, no estado da Baviera. Tem 8,12 km² de área, e sua população em 2019 foi estimada em 1.603 habitantes.